# Dibaeis absoluta
Dibaeis absoluta är en lavart som först beskrevs av Edward Tuckerman, och fick sitt nu gällande namn av Kalb & Gierl. Dibaeis absoluta ingår i släktet Dibaeis och familjen Icmadophilaceae.   Inga underarter finns listade i Catalogue of Life.